# Elecciones parlamentarias de Marruecos de 2011
Las elecciones parlamentarias de Marruecos de 2011 se adelantaron varios meses al 25 de noviembre, estando originalmente previstas para 2012. Fueron las primeras elecciones celebradas tras la Primavera Árabe, luego de que una oleada de protestas sacudiera el país y obligara al Rey Mohamed VI a renunciar a varios de sus poderes ejecutivos, redactándose una nueva constitución que agregaba nuevos derechos civiles y convertía al Primer ministro en Presidente del Gobierno, además de forzar al Rey a que el cargo fuera de facto elegido por el parlamento electo, cuando antes esa decisión la ostentaba el monarca. El 1 de julio, la constitución de 2011 fue ratificada en referéndum y entró en vigor el 13 de septiembre.
De los 395 escaños de la Cámara de Representantes, 305 fueron elegidos en listas de partidos en 92 circunscripciones y los 90 escaños adicionales fueron elegidos de una lista nacional, dos tercios reservados a las mujeres y el restante reservado a los hombres menores de 40 años.
30 partidos participaron en las elecciones, 18 de los cuales ganaron escaños. El Partido de la Justicia y el Desarrollo (PJD) de ideología islamista moderada y demócrata islámica obtuvo mayoría simple con 107 diputados. Una "Coalición por la Democracia" de ocho partidos, dirigida por la Agrupación Nacional de los Independientes o RNI y encabezada por el ministro de Finanzas Salaheddine Mezouar quedó en segundo lugar, y la Alianza Koutla del Presidente del Gobierno incumbente Abbas El Fassi, en tercero.
Los resultados de la elección, en términos de número de escaños ganados por cada partido, se anunciaron el 27 de noviembre de 2011. Sin embargo, no se publicaron cifras de votación de ningún tipo hasta finales del año. Esto contrastaba con el elecciones de 2007, cuyas cifras de votación fueron anunciadas por el Ministerio del Interior. La participación oficial fue del 45%, pero algunos comentarios sugirieron que era mucho menor.
Al tener la mayor representación parlamentaria, Abdelilah Benkirán fue nombrado Presidente del Gobierno por el Rey y el Parlamento el 29 de noviembre.

## Antecedentes

### Elecciones de 2007
Las elecciones de 2007 fueron las segundas bajo el reinado de Mohamed VI. Se caracterizaron por una participación sumamente baja del 37% de los votantes registrados, 15 puntos menos que la de 2002 (52%). La Unión Socialista de Fuerzas Populares, el partido más grande del gobierno saliente, perdió inesperadamente 12 de sus escaños. El Partido Istiqlal obtuvo 52 escaños, siendo el partido con mayor representación del parlamento, por delante del Partido de la Justicia y el Desarrollo, que obtuvo 46 escaños pero había sido el partido más votado. Una coalición de cinco partidos (Istiqlal, el Movimiento Popular, la Agrupación Nacional de los Independientes, el Partido del Progreso y el Socialismo, y la Unión Socialista de Fuerzas Populares), formó gobierno, siendo Abbas El Fassi (de Istiqlal), elegido Primer ministro.

### Primavera Árabe
Tras el estallido de las revoluciones tunecina y egipcia entre el 14 de enero y el 11 de febrero de 2011, en Marruecos estallaron también manifestaciones masivas el 20 de febrero. El grupo organizador era heterogéneo y estaba compuesto por el Movimiento 20 de Febrero, de carácter laico y juvenil, y el grupo islamista Al Adl Wa Al Ihssane. A diferencia de los escenarios tunecino y egipcio, los manifestantes marroquíes no exigían el derrocamiento de la dinastía alauí, sino la transformación del país en una monarquía parlamentaria basándose en el modelo español, clamándose durante las protestas que el papel del Rey debía ser reducido "a su tamaño natural". El 26 de febrero, una nueva protestas se realizó en Casablanca. En esta misma ciudad y en Rabat se celebraron otras manifestaciones en marzo.
El 9 de marzo, Mohamed VI anunció que daría concesiones y que formaría una comisión para realizar las reformas necesarias, prometiendo redactar un nuevo proyecto constitucional y someterlo a referéndum después de junio de ese mismo año.

### Reforma constitucional de 2011
Un comité que representaba a varios partidos fue encargado por el rey para preparar la nueva constitución. Se publicó un proyecto a principios de junio de 2011. El 1 de julio, las propuestas fueron sometidas a referéndum, siendo oficialmente aprobadas por el 98% de los votantes. El movimiento de protesta, sin embargo, llamó a un boicot de la consulta popular, aunque la participación de todas formas fue alta. Aprobada la constitución, se organizaron elecciones generales adelantadas de septiembre de 2012 a octubre de 2011.
La nueva Constitución, que entró en vigor el 1 de agosto de 2011, creó una serie de nuevos derechos civiles, entre ellos las garantías constitucionales de la libertad de expresión, la igualdad social de las mujeres, los derechos de los hablantes de lenguas minoritarias y la independencia de los jueces. Los cambios en el derecho electoral y administrativo también fueron significativos. Se cambió el cargo de "Primer ministro" por el de "Presidente del Gobierno" (basándose en el mismo cargo en el gobierno español) perdiendo el Rey la potestad para elegirlo y destituirlo, y ostentando ese poder a partir de entonces el Parlamento. A su vez, se constitucionalizó la posición del Presidente del Gobierno en la jefatura del gobierno del país,  por lo que el Rey le cedía el poder para nombrar ministros, altos funcionarios y diplomáticos, en consulta con el consejo ministerial del rey. Aunque teóricamente el Rey podría nominar un candidato a Presidente del Gobierno, obligatoriamente debía hacerlo del partido ganador de las elecciones.
También se modificó el sistema de votación de modo que el número de escaños parlamentarios elegidos por circunscripciones se aumentó de 295 a 305. Se reservaron asientos adicionales para las listas nacionales de partidos, sesenta de los cuales debían ser solo candidatos femeninos y treinta candidatos masculinos menores de cuarenta años.
Después de negociaciones entre el Ministerio del Interior, que supervisaría las elecciones, y unos veinte partidos políticos, el gobierno propuso que las elecciones parlamentarias se adelantaran al 11 de noviembre, con la posibilidad de cambiarlo debido a su proximidad a la fiesta islámica de Eid al-Adha. Al final, las elecciones se celebraron el 25 de noviembre de 2011. La campaña electoral tuvo lugar del 12 al 24 de noviembre. Desde el principio hubo temores de una baja participación, incitada por el llamado al boicot de varias organizaciones islamistas y seculares, que consideraban las reformas insuficientes.

## Resultados
El portavoz del Ministerio del Interior anunció en la noche del viernes 25 de noviembre que la participación en las elecciones fue del 45%, 8 puntos más que la de 2007. En el momento de los resultados iniciales el 26 de noviembre, De los 395 escaños que se disputaban, había quedado claro que el Partido de la Justicia y el Desarrollo había conseguido una pluralidad. Estaba asegurando 80 escaños, con Istiqlal obteniendo hasta entonces 45. Los medios de comunicación especularon que el Partido de la Justicia y el Desarrollo gobernaría en coalición con varios partidos políticos de izquierda.
Los nombres de los candidatos seleccionados fueron anunciados el 27 de noviembre de 2011. El Partido de la Justicia y el Desarrollo obtuvo mayoría simple, haciendo que su líder, Abdelilah Benkirán, primer ministro designado bajo las reglas de la nueva constitución. "Esta es una victoria clara", declaró, "pero necesitaremos alianzas para trabajar juntos".
|  | Partido                                            | Votos     | Votos % | Escaños | Escaños % | Cambios     | Circunscripción | Lista |
|  | Partido de la Justicia y el Desarrollo (PJD)       | 1.080.914 | 22.8    | 107     | 27.1      | 61          | 83              | 24    |
|  | Partido Istiqlal                                   | 562.720   | 11.9    | 60      | 15.2      | 8           | 47              | 13    |
|  | Agrupación Nacional de los Independientes (RNI)    | 537.552   | 11.3    | 52      | 13.2      | 13          | 40              | 12    |
|  | Partido de la Autenticidad y Modernidad (PAM)      | 524.386   | 11.1    | 47      | 11.9      | 47          | 35              | 12    |
|  | Unión Socialista de Fuerzas Populares (USFP)       | 408.108   | 8.6     | 39      | 9.9       | 1           | 30              | 9     |
|  | Movimiento Popular (MP)                            | 354.468   | 7.5     | 32      | 8.1       | 9           | 24              | 8     |
|  | Unión Constitucional (UC)                          | 275.137   | 5.8     | 23      | 5.8       | 4           | 17              | 6     |
|  | Partido del Progreso y el Socialismo (PPS)         | 269.336   | 5.7     | 18      | 4.6       | 1           | 12              | 6     |
|  | Partido Laborista (PT)                             | 107.399   | 2.3     | 4       | 1         | 1           | 4               | 0     |
|  | Partido del Medio Ambiente y el Desarrollo (PED)   | 109.335   | 2.3     | 2       | 0.5       | 3           | 2               | 0     |
|  | Movimiento Democrático y Social (MDS)              | 81.324    | 1.7     | 2       | 0.5       | 7           | 2               | 0     |
|  | Partido de Renovación y Equidad                    | X         | X       | 2       | 0.5       | 2           | 2               | 0     |
|  | Partido del Juramento Democrático (SD)             | X         | X       | 2       | 0.5       | 2           | 2               | 0     |
|  | Frente de Fuerzas Democráticas                     | 135.161   | 2.8     | 1       | 0.3       | 8           | 1               | 0     |
|  | Partido de Izquierda Verde                         | 33.841    | 0.7     | 1       | 0.3       | 1           | 1               | 0     |
|  | Partido de Acción (PA)                             | 14.916    | 0.3     | 1       | 0.3       | 1           | 1               | 0     |
|  | Partido Unión y Democracia (PUD)                   | X         | X       | 1       | 0.3       | 1           | 1               | 0     |
|  | Partido de la Libertad y la Justicia Social (PLJS) | X         | X       | 1       | 0.3       | 1           | 1               | 0     |
|  | Partido Socialista (PS)                            | X         | X       | 0       | 0         | 2           | 0               | 0     |
|  | Unión Marroquí por la Democracia (UMD)             | X         | X       | 0       | 0         | 2           | 0               | 0     |
|  | Fuerzas Ciudadanas (PFC)                           | X         | X       | 0       | 0         | 1           | 0               | 0     |
|  | Partido de la Resistencia y la Virtud (PRV)        | X         | X       | 0       | 0         | 1           | 0               | 0     |
|  | Partido del Congreso Nacional (PCNI)               | X         | X       | 0       | 0         | 6           | 0               | 0     |
|  | Partido Liberal Marroquí (PLM)                     | X         | X       | 0       | 0         | Sin cambios | 0               | 0     |
|  | Partido Social de Centro (PCS)                     | X         | X       | 0       | 0         | Sin cambios | 0               | 0     |
|  | Partido de la Reforma y el Desarrollo (PRD)        | X         | X       | 0       | 0         | Sin cambios | 0               | 0     |
|  | Partido Nacional Democrático                       | X         | X       | 0       | 0         | Sin cambios | 0               | 0     |
|  | Partido de la Esperanza (PE)                       | X         | X       | 0       | 0         | Sin cambios | 0               | 0     |
|  | Partido de la Sociedad Democrática (PSD)           | X         | X       | 0       | 0         | Sin cambios | 0               | 0     |
|  | Democratic Independence Party (PDI)                | X         | X       | 0       | 0         | Sin cambios | 0               | 0     |
|  | Independientes                                     | X         | X       | 0       | 0         | 5           | 0               | 0     |
|  | Votos válidos                                      | 4.745.453 | 77.7    | 395     | 100%      | 70          | 305             | 90    |
|  | Votos anulados                                     | 1.361.511 | 22.3    | —       | —         | —           | —               | —     |
|  | Total de votos (participación 45.4%)               | 6.106.964 | 100.0   | —       | —         | —           | —               | —     |